# 동북중학교 축구부
동북중학교 축구부는 서울특별시에 위치한 동북중학교의 축구부이다. 동북중학교가 운영하는 축구부로 1954년에 창단  하였다.

## 같이 보기
- 동북중학교
- FC 서울